# ᶟ
Cette page contient des caractères spéciaux ou non latins. S’ils s’affichent mal (▯, ?, etc.), consultez la page d’aide Unicode.
ᶟ, appelée epsilon réfléchi en exposant, epsilon réfléchi supérieur ou lettre modificative epsilon réfléchi, est un symbole phonétique utilisé dans certaines variantes non standard de l’alphabet phonétique international. Il est formé de la lettre epsilon réfléchi ‹ ɜ › mise en exposant. Il n’est pas à confondre avec l’epsilon culbuté en exposant ‹ ᵌ ›.

## Utilisation
Dans certaines variantes de l’alphabet phonétique international non standard, l’epsilon réfléchi en exposant est utilisé pour représenter des diphtongues. En 1968, Thomas Gay recommande d’utiliser le symbole en exposant pour la deuxième partie mineure des diphtongues.

## Représentations informatiques
La lettre modificative epsilon réfléchi peut être représenté avec les caractères Unicode suivants (Latin étendu – extensions phonétiques – supplément) :
| formes       | représentations | chaînes de caractères | points de code | descriptions                                    | note                            |
| ------------ | --------------- | --------------------- | -------------- | ----------------------------------------------- | ------------------------------- |
| modificative | ᶟ               | ᶟ                     | U+1D9F         | lettre modificative minuscule e ouvert réfléchi | codé pour le symbole phonétique |